# Schneelochgletscher
Schneelochgletscher är en glaciär i Österrike.   Den ligger i förbundslandet Oberösterreich, i den centrala delen av landet, 220 km väster om huvudstaden Wien. Schneelochgletscher ligger 2 213 meter över havet.
Terrängen runt Schneelochgletscher är bergig västerut, men österut är den kuperad. Schneelochgletscher ligger uppe på en höjd. Närmaste större samhälle är Schladming, 13,6 km sydost om Schneelochgletscher. 
Trakten runt Schneelochgletscher består i huvudsak av gräsmarker. Runt Schneelochgletscher är det ganska glesbefolkat, med 25 invånare per kvadratkilometer.